# Aglossochloris hammeri
Aglossochloris hammeri là một loài bướm đêm trong họ Geometridae.